# Entierro de la sardina
El entierro de la sardina es una ceremonia con la que se anuncia el fin del Carnaval en diversos puntos de España e Hispanoamérica. Los entierros suelen consistir en un desfile carnavalesco que parodia un cortejo fúnebre y culmina con la quema de alguna figura simbólica, generalmente representando a una sardina. El entierro de la sardina carnavalesco se celebra tradicionalmente el miércoles de Ceniza y en él se entierra simbólicamente al pasado, a lo socialmente establecido, para que puedan renacer con mayor fuerza, para que surja una nueva sociedad transformada.
Muchas fiestas españolas terminan con ceremonias, algunas desaparecidas, otras recuperadas, similares a los entierros de la sardina en las que se quema o maltrata una figura simbólica que representa los vicios y el desenfreno que afloraron durante la fiesta. Algunos ejemplos de este tipo de ceremonias son la Fiesta del Judas o la quema del haragán. El paso por la hoguera permite restaurar el orden subvertido por la fiesta y en ella el fuego es símbolo de regeneración y liberación. Con el entierro y con otras ceremonias similares, se invita al pueblo a una reflexión colectiva y se le llama al orden.
Existe confusión respecto a la celebración del Entierro de la Sardina en el llamado miércoles de Ceniza. Desde tiempos ancestrales, el entierro de la sardina, como manifestación pública del lamento por el fin de la época del asueto, la holgazanería y la abundancia se venía celebrando en toda la geografía española en la víspera del miércoles de Ceniza, lo que coincide con la celebración francesa del Mardi Gras (martes de Carnaval). 

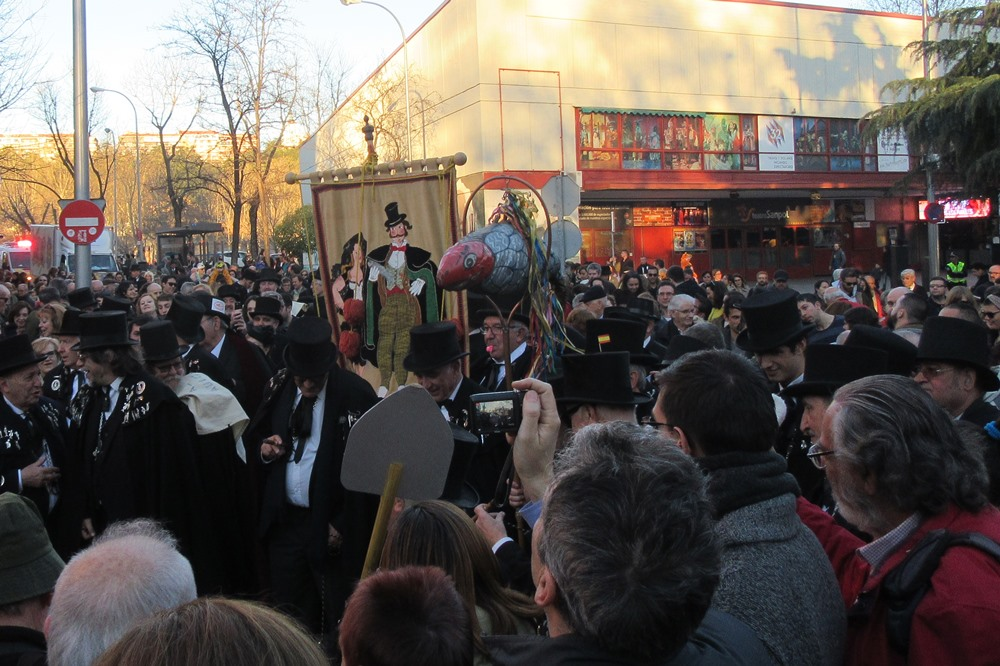
Entierro de la Sardina en Madrid

A diferencia de otras festividades, en distintos lugares de la península, el Entierro de la Sardina en Murcia se celebra la semana posterior a la Semana Santa, representándose en sentido inverso, es decir, el triunfo de Don Carnal sobre Doña Cuaresma. Al jolgorio y la fiesta sobre el recogimiento y el orden. Los actos en Murcia pasan por un espectacular desfile de fuego y carrozas, dragones y criaturas mitológicas donde se lanzan toneladas de juguetes. La fiesta finaliza con la quema de una gran falla con la forma de una sardina gigante, y un castillo de fuegos artificiales. El Entierro de la Sardina en Murcia es uno de los más importantes del mundo y está declarada Fiesta de Interés Turístico Internacional.